# سكوت لوتش
سكوت لوتش (بالإنجليزية: Scott Loach) (27 مايو 1988 نوتنغهام المملكة المتحدة - ) هو لاعب كرة قدم بريطاني يلعب كحارس مرمى.

## وصلات خارجية
سكوت لوتش على موقع قاعدة بيانات كرة القدم.إي يو (الإنجليزية)
- سكوت لوتش على موقع Soccerbase.com (لاعب) (الإنجليزية)
- سكوت لوتش على موقع Soccerway.com (الإنجليزية)
- سكوت لوتش على موقع عالم كرة القدم.نت (الإنجليزية)